# Saint-Nicolas-des-Biefs
Saint-Nicolas-des-Biefs é uma comuna francesa na região administrativa de Auvérnia-Ródano-Alpes, no departamento Allier. Estende-se por uma área de 29 km². Em 2010 a comuna tinha 170 habitantes (densidade: 5,9 hab./km²).